# Фальконье, Гюстав
Гюстав Фальконье (фр. Gustave Falconnier) — швейцарский архитектор и политик, создатель популярных на рубеже XIX—XX веков стеклоблоков, носящих его имя, выпускавшихся и использовавшихся по всему миру в зданиях эпохи модерна.

## Биография
Гюстав Фальконье родился в Ньоне, учился в средней школе в Лозанне, затем продолжил учёбу в Мюнхене и в Школе изящных искусств в Париже. Война 1870 года заставила его вернуться в свой родной город, где он открыл архитектурное бюро. Будучи членом радикальной партии, он с 1874 года входил в Совет общин, а затем в 1878 году был избран в муниципалитет Ньона. Он некоторое время возглавлял отдел работ, но ушел в отставку в 1879 году уже из-за своего назначения на должность префекта округа Ньон, которую занимал в течение 34 лет.
Хотя для Гюстава Фальконье его архитектурная деятельность, видимо, была не очень важной, он вошёл в историю своими изобретениями, подав несколько патентов на конструкции лёгкой кладки, железобетонных полов и, особенно, на кирпичи из выдувного стекла (патент Швейцарии 212 от 27 декабря 1888), имевшие огромный международный успех.
С 1880-х годов компания Falconnier производила стеклянные кирпичи различной формы. Герметично запаянные, они имели множество преимуществ, включая малый вес, оптимальную прозрачность, позволяющую решить проблему дневного освещения, хорошую звуко- и теплоизоляцию, отличную долговечность и превосходные эстетические качества. Эти преимущества не только получили заслуженные награды на Всемирной выставке в Чикаго в 1893 году, а затем на Всемирной выставке в Париже в 1900 году, а также упоминания в профильных справочных материалах, особенно во Франции и в Германии, но также пользуются большой популярностью у таких великих архитекторов, как Эктор Гимар, Огюст Перре и Ле Корбюзье. Они были использованы Хендриком Петрусом Берлаге в 1892 году в здании в Альгемене в Амстердаме для изготовления потолков и приобрели определённую известность также благодаря гениальной светлой стене лестницы дома Огюста Перре (улица Франклина, 25 бис) в Париже (1903 г.).

## Семья
Его сын Жан Фальконье (1881—1968) был плодовитым архитектором, очень активным в Ньоне, в период с 1906 по 1955 год имевшим свыше 200 реализованных работ.